# Haftbefehl gegen Wladimir Putin

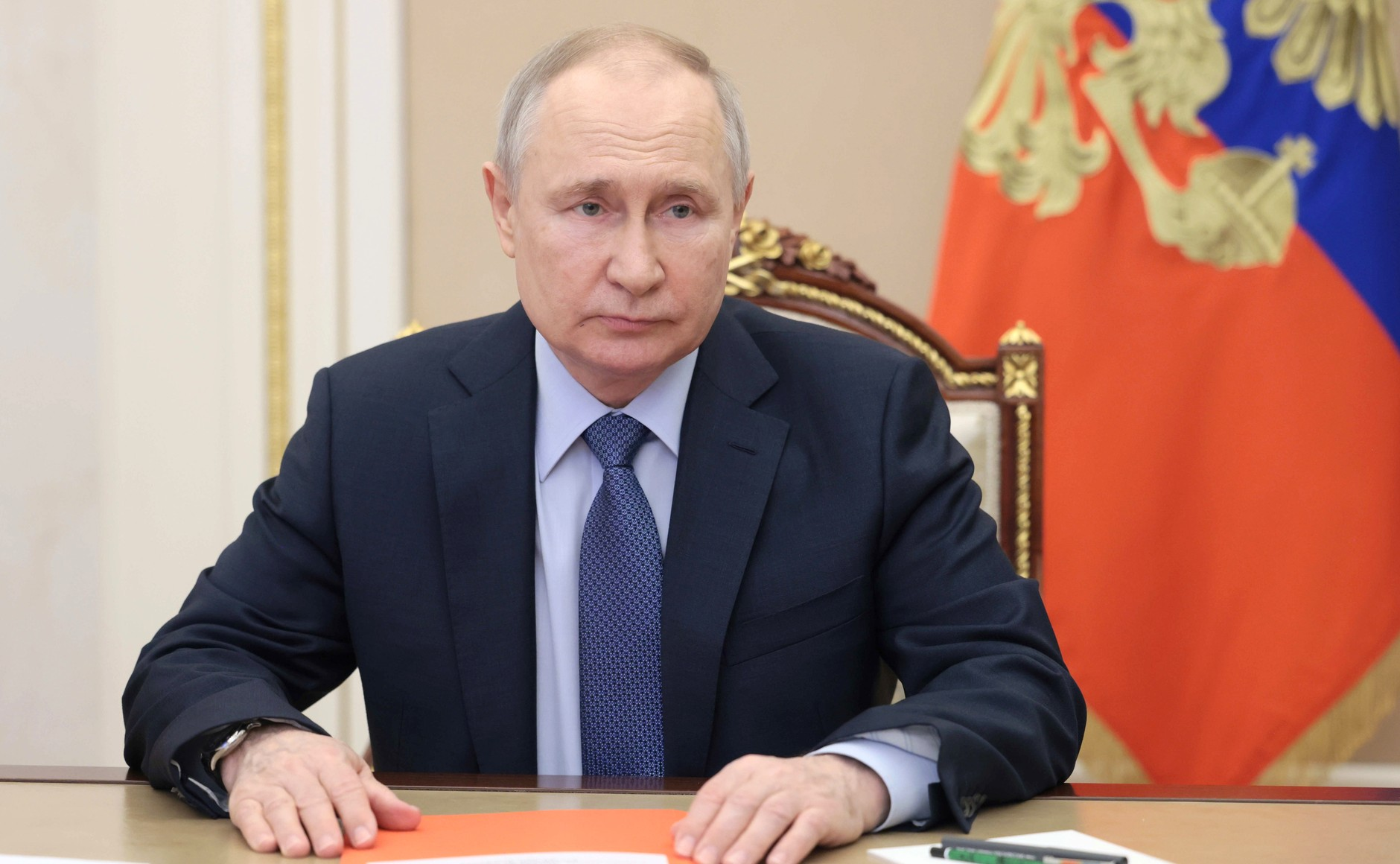
Wladimir Putin im März 2023

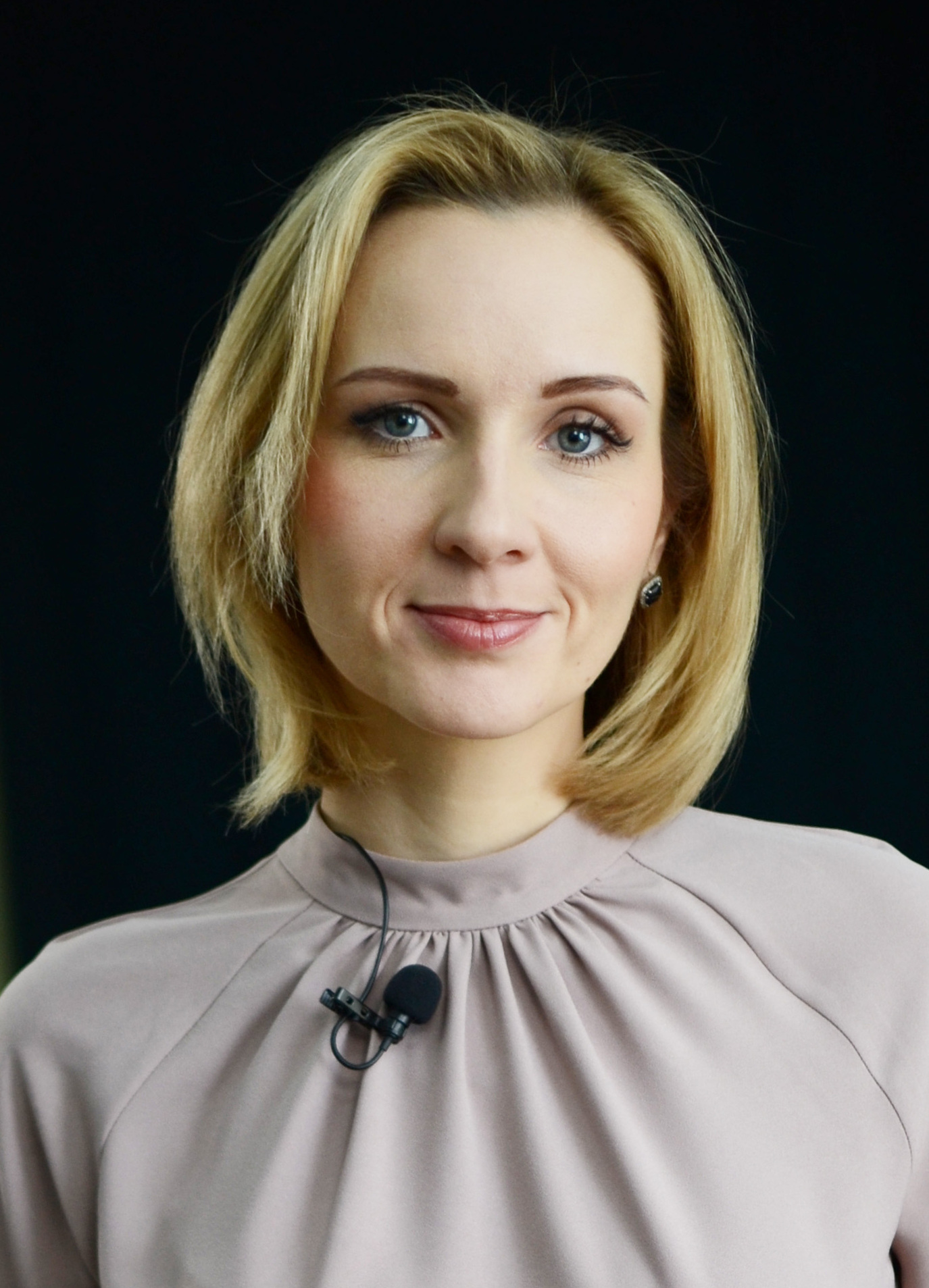
Marija Lwowa-Belowa (2020)

Der Haftbefehl gegen Wladimir Putin wurde am 17. März 2023 vom Internationalen Strafgerichtshof (IStGH) gegen den russischen Präsidenten Wladimir Wladimirowitsch Putin erlassen. Er beruht auf dem begründeten Verdacht, dass Putin für Deportationen ukrainischer Kinder nach Russland verantwortlich sei.
Erstmals wird ein Staatschef eines ständigen Mitgliedslandes des Sicherheitsrates der Vereinten Nationen auf diese Weise gesucht. Ein weiterer Haftbefehl richtet sich gegen Marija Lwowa-Belowa, die russische Präsidialkommissarin für Kinderrechte.
Es handelt sich um die ersten veröffentlichten Haftbefehle des IStGH, die im Zusammenhang mit mutmaßlich begangenen Kriegsverbrechen nach Beginn des russischen Krieges gegen die Ukraine erlassen worden sind.

## Inhalt
Haftbefehle des Internationalen Gerichtshofs werden im Artikel 58 des Römischen Statuts beschrieben.
Laut einer Pressemitteilung des Gerichts wird dem Präsidenten Russlands vorgeworfen, „für das Kriegsverbrechen der unrechtmäßigen Vertreibung der Bevölkerung (Kinder) und das der unrechtmäßigen Überführung der Bevölkerung (Kinder) aus den [von Russland] besetzten Gebieten der Ukraine in die Russische Föderation“ verantwortlich zu sein.
Diese Kriegsverbrechen, die in Artikel 8 des Römischen Statuts definiert werden und deren Betroffene (Kinder) durch die Genfer Konventionen besonders geschützt sind, „wurden mutmaßlich begangen“ („were allegedly committed“). Für eine persönliche Verantwortlichkeit und Vorgesetztenverantwortlichkeit Putins sah die Vorverfahrenskammer II des IStGH einen begründeten Verdacht.

## Hintergrund

### Internationaler Strafgerichtshof
Der Internationale Strafgerichtshof (IStGH) hat seinen Sitz in Den Haag, Niederlande und ist ein internationales Gericht. Weder die Ukraine noch Russland sind Mitglieder des Gerichts. Die Haltung Russlands zum Römischen Statut änderte sich im Laufe der Zeit. Zunächst hatte es den Vertrag im Jahre 2000 unterzeichnet, wenn auch nicht ratifiziert. Nachdem die damalige Chefanklägerin Fatou Bensouda 2016 die Bewertung abgegeben hatte, die Annexion der Krim komme einem bewaffneten Konflikt zwischen den Staaten gleich, verwies Russland auf „nationale Interessen“ und sagte sich vom IStGH los.
Die Ukraine hatte in Ad-hoc-Erklärungen von 2014 und 2015 Untersuchungen auf dem eigenen Staatsgebiet zugestimmt und die Gerichtsbarkeit des Gerichtshofes anerkannt. Damit kann der Ankläger wegen jeglichen Vorwurfs von u. a. Kriegsverbrechen, die in jeglichen Teilen des Territoriums der Ukraine nach dem 21. November 2013 von jeglichen Personen begangen worden seien, ermitteln.
Der damalige Präsident des Gerichts, Piotr Hofmański, äußerte in einem Video die Hoffnung, mit der Bekanntgabe der Existenz eines Haftbefehls zukünftige Verbrechen zu verhindern.
Der Haftbefehl gegen Putin ist der erste, mit dem ein Staatschef eines ständigen Mitglieds des Sicherheitsrates der Vereinten Nationen gesucht wird. Er ist, zusammen mit dem gleichzeitig ausgestellten Haftbefehl gegen die russische Beamtin Marija Lwowa-Belowa, zugleich der erste, den der Internationale Strafgerichtshof im Zusammenhang mit mutmaßlichen Kriegsverbrechen nach Beginn des russischen Angriffskrieges auf die Ukraine erlassen hat.

### Russischer Überfall auf die Ukraine
Mit dem russischen Überfall auf die Ukraine am 24. Februar 2022 eskalierte der Russisch-Ukrainische Krieg, der Ende Februar 2014 begonnen hatte. Im Zuge dieser Invasion hat Russland laut von der UN als glaubwürdig eingestuften Berichten ukrainische Kinder entführt.

### Deportation von Kindern

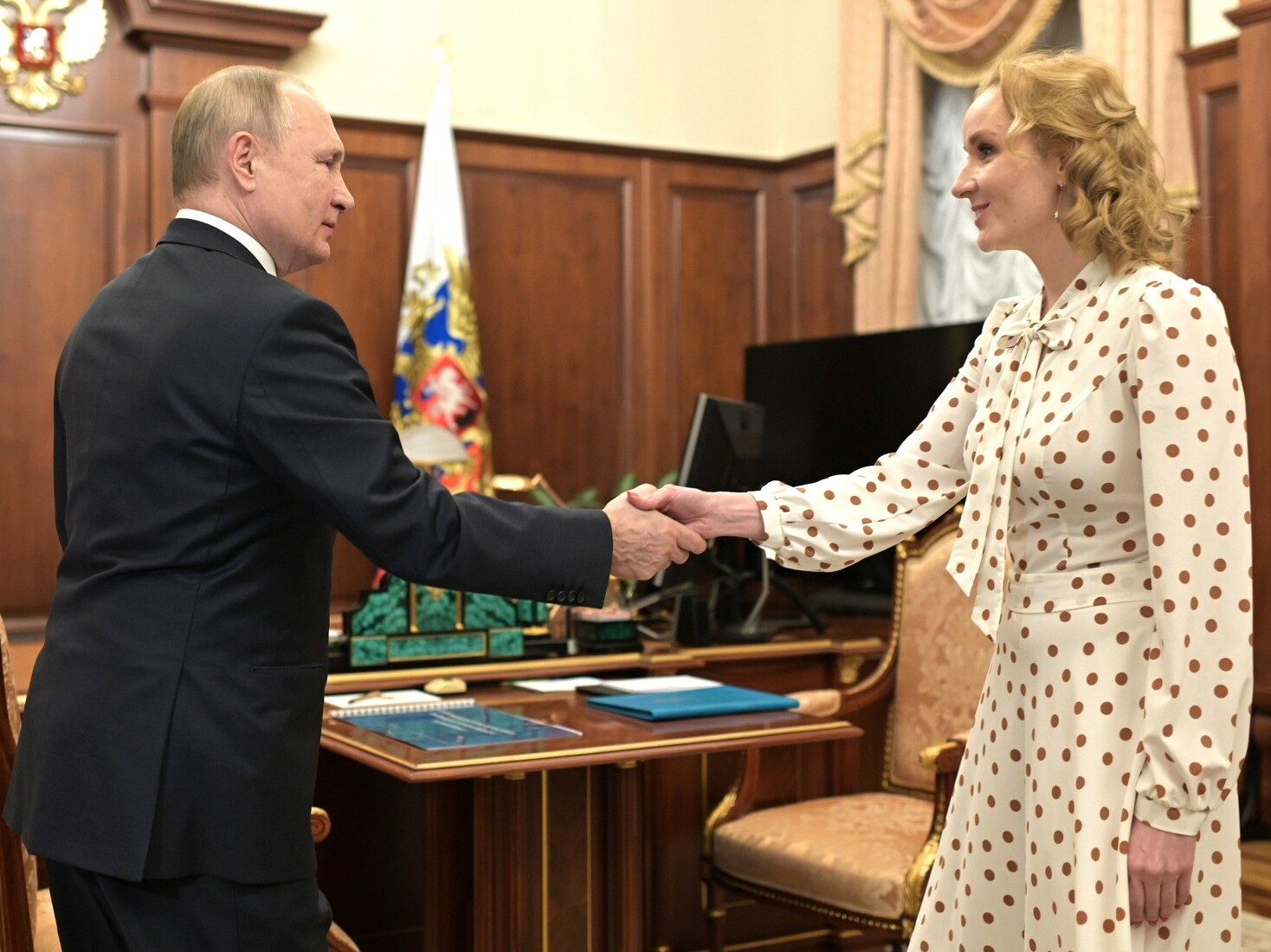
Putin und Marija Lwowa-Belowa (März 2022)

Nach Einschätzung der Vereinten Nationen handelt es sich bei der Deportation von Kindern um ein Kriegsverbrechen, bei dem es auch darum geht, die verschleppten Kinder zu russifizieren. In Russland würden die Kinder in Pflegefamilien gebracht und zur Adoption freigegeben. Zur Zahl der aus der Ukraine entführten Kinder gibt es unterschiedliche Schätzungen. Die ukrainischen Behörden gehen davon aus, dass seit Beginn des russischen Angriffskrieges mehr als 16.000 Kinder aus Waisenhäusern, Pflegeeinrichtungen und Internaten verschleppt worden sind. Wie das ukrainische Regional Center for Human Rights ausführt, wurden etwa zehntausend Kinder aus Ferienlagern auf der Krim und in Belarus nach Russland gebracht. Nach einer Studie der Yale University sind etwa 6.000 Kinder in Umerziehungslager geschickt worden.
Im September 2022 behauptete Lwowa-Belowa, dass sich die ablehnende Haltung der Kinder Russland gegenüber schrittweise „in Liebe“ verwandle, wenn sie in die russischen Familien kommen und die „Integration“ beginne. So habe eine Gruppe von 30 deportierten Kindern zunächst „negativ“ über Putin geurteilt, „alle möglichen Gemeinheiten“ gesagt und „die ukrainische Hymne gesungen“.
Nach Auffassung des Chefanklägers Karim Ahmad Khan stehen die Kriegsverbrechen in einem Zusammenhang mit den bereits 2014 begonnenen aggressiven Handlungen des russischen Militärs gegen die territoriale Integrität der Ukraine. Die Ermittler hätten „mindestens Hunderte“ Deportationen ukrainischer Kinder identifizieren können. Während Russland andere Kriegsverbrechen im Russisch-Ukrainischen Krieg wie die Massaker von Butscha als „Inszenierung“ darstelle, sei die Verschleppung der Kinder „offizielle Politik“, bei der die Verbindung zu Putin eindeutig sei.

## Reaktionen

### Reaktionen der Kriegsparteien
Kreml-Sprecher Dmitri Peskow bezeichnete den Haftbefehl als „unverschämt und inakzeptabel“ und betonte, dass Russland die Zuständigkeit des Gerichts nicht anerkenne. Die ebenfalls gesuchte Lwowa-Belowa äußerte sich gegenüber der russischen Nachrichtenagentur TASS sarkastisch: Es sei „großartig, dass die internationale Gemeinschaft die Arbeit zur Hilfe für die Kinder unseres Landes gewürdigt hat“. Dmitri Medwedew, ein früherer Präsident Russlands, äußerte, eine Festnahme Putins im Ausland käme einer Kriegserklärung an sein Land gleich.
Der ukrainische Präsident Wolodymyr Selenskyj begrüßte den Schritt und sprach von einer „historischen Entscheidung“ des Internationalen Strafgerichts. „Der Anführer eines Terrorstaates und eine weitere russische Amtsträgerin“ seien „offiziell Verdächtige in einem Kriegsverbrechen“. Es handle sich um einen Wendepunkt, da nun klar sei, dass Russland sich für die begangenen Verbrechen werde verantworten müssen. Der ukrainische Außenminister Dmytro Kuleba unterstützte die Entscheidung des Gerichts und betonte auf Twitter, dass „internationale Verbrecher für den Diebstahl von Kindern und anderen Verbrechen zur Rechenschaft gezogen werden“ müssten.

### Internationale Reaktionen
Der damalige amerikanische Präsident Joe Biden bezeichnete den Haftbefehl als gerechtfertigt, da Putin eindeutig Kriegsverbrechen begangen habe und sprach von einem „sehr starken Punkt“, auch wenn der Internationale Strafgerichtshof von den Vereinigten Staaten nicht anerkannt werde. Der ehemalige US-Sonderbotschafter für Kriegsverbrechen, Stephen Rapp, hob hervor, dass der Haftbefehl Putin zu einem Paria mache und er sich bei Reisen einem hohen Risiko einer Verhaftung aussetze. Putin könnte zunehmend isoliert werden und die Bedrohung einer Verhaftung über ihm hängen, bis er vor Gericht gestellt werde.
Der damalige deutsche Bundeskanzler Olaf Scholz und Bundesjustizminister Marco Buschmann begrüßten die Entscheidung. Olaf Scholz betonte, dass „niemand über Recht und Gesetz stehe“ und der internationale Strafgerichtshof die richtige Institution sei, Kriegsverbrechen zu untersuchen. Wer einen blutigen Krieg anzettele, müsse zur Rechenschaft gezogen werden. Mit dem erlassenen Haftbefehl werde Entschlossenheit demonstriert. Buschmann sagte, dass (nach einem Vollstreckungsersuchen des IStGH) Deutschland Putin festnehmen und an den IStGH übergeben werde, sollte dieser deutsches Gebiet betreten.
Die österreichische Justizministerin Alma Zadić begrüßte ebenfalls den Erlass des Haftbefehls.
Wie Gergely Gulyas, der Stabschef des ungarischen Ministerpräsidenten Viktor Orbán, auf einer Pressekonferenz mitteilte, würde Putin in Ungarn nicht verhaftet, da es für eine Vollstreckung des Haftbefehls keine rechtliche Grundlage gebe. Zwar habe Ungarn das Römische Statut unterzeichnet und ratifiziert; es sei aber nicht in das Rechtssystem des Landes integriert worden. Die Regierung habe sich zu dem Haftbefehl keine Meinung gebildet.
Im Vorfeld des G20-Gipfels 2024 in Rio de Janeiro sagte Brasiliens Präsident Luiz Inácio Lula da Silva im September 2023, dass eine Verhaftung Putins nicht eine Entscheidung der Regierung, sondern der Justiz von Brasilien wäre, sollte Putin in Brasilien einreisen. Zuvor hatte da Silva behauptet, dass „er auf keinen Fall“ verhaftet werden würde, solange da Silva im Amt sei.

## Weitere Haftbefehle gegen russische Offizielle
Im Verlauf des Konflikts hat der IStGH weitere Haftbefehle gegen vier führende Offizielle der Russischen Föderation erlassen.
Mit Stand 25. Juni 2024 werden folgende Personen gesucht:
- seit 5. März 2024:[27]
  - Wiktor Nikolajewitsch Sokolow, ehemaliger Befehlshaber der Schwarzmeerflotte
  - Sergei Iwanowitsch Kobylasch, Kommandeur der Fernfliegerkräfte der Luft- und Weltraumkräfte

- seit 25. Juni 2024:[28]
  - Waleri Wassiljewitsch Gerassimow, Chef des Generalstabs
  - Sergei Kuschugetowitsch Schoigu, ehemaliger Verteidigungsminister und derzeitiger (26. Juni 2024) Sekretär des russischen Sicherheitsrates